# The Pierces
 (décembre 2022).
Si vous disposez d'ouvrages ou d'articles de référence ou si vous connaissez des sites web de qualité traitant du thème abordé ici, merci de compléter l'article en donnant les références utiles à sa vérifiabilité et en les liant à la section « Notes et références ».
The Pierces est un groupe américain originaire de Birmingham, dans l'Alabama, et formé des sœurs Allison et Catherine Pierce.
Évoluant dans un registre moderne de folk alternatif et de psychédélisme tournant en priorité autour de leurs harmonies vocales, le duo intègre également des influences de country, de pop, de rock et de musique électronique. Elles sont surtout connue pour leur chanson Secret qui est le générique de la série Pretty Little Liars.

## Biographie
Alison et Catherine Pierce naissent à Birmingham en Alabama, à deux ans d'intervalle. Leurs parents, hippies, leur donnent une instruction à la maison et le goût des arts. La mère est peintre, le père musicien, les deux sœurs grandissent en écoutant Simon et Garfunkel, les Beatles, les Rolling Stones, Al Green et Joni Mitchell.
Elles s'orientent d'abord vers une carrière de danseuses classique avant de choisir la musique et s'établissent à New York.
En 2000 sort aux États-Unis leur premier album simplement titré The Pierces qui passe inaperçu.
Il faut attendre cinq ans pour que sorte leur second album, Light of the Moon, cette fois distribué par Universal Records.
Le succès viendra finalement en 2007 avec leur troisième album, Thirteen Tales of Love and Revenge.
Les singles Secret et Three Wishes seront notamment diffusés en 2007 dans la série télé Gossip Girl. Le premier apparaît également en 2008 dans une publicité pour une autre série, Dexter, et depuis 2010, le même Secret est utilisé en tant que générique de la série Pretty Little Liars.
L'album est plutôt bien accueilli par la critique, notamment pour son côté plus mature, plus sombre et pour la diversité musicale qu'apportent des instruments tels qu'accordéon, orgues, sitar, violons, autoharpe et lap steel guitar. Thirteen Tales of Love and Revenge marque un changement important dans la carrière du duo et permet au groupe de commencer à tourner à l'étranger.
Sélectionnées en mai 2007 par le magazine Rolling Stone comme le New Breaking Artiste (Meilleur Nouvel Artiste), Catherine Pierce répond que cet album "ressemblait à [leur] dernière chance" et qu'elles ont donc "voulu y aller à fond et se faire plaisir".
En 2008 le duo est présent sur le titre Another Heart Calls du groupe All American Rejects qui figure sur l'album de ce dernier, When The World Comes Down.
C'est Guy Berryman, bassiste du groupe britannique Coldplay, qui coproduit le quatrième album de The Pierces, You & I, commercialisé le 30 mai 2011. En avant goût, un premier EP de quatre titres, Love you More EP, sort en octobre 2010, distribué par Polydor, puis un second en mars 2011, You'll be Mine EP.
En août 2015, le groupe a annoncé sur sa page Facebook qu'ils prendront une pause afin de poursuivre des projets personnels.
En janvier 2017, Catherine Pierce a réalisé une chanson en solo "You Belong to Me" et son premier album est attendu courant 2017. De son côté, Allison Pierce a commencé début mai 2017, son premier album en solo "Year of the Rabbit".

## Membres du groupe
- Allison Pierce (chant, guitare)
- Catherine Pierce (chant, guitare)

## Discographie

### Albums
- 2000 : The Pierces
- 2005 : Light of the Moon
- 2007 : Thirteen Tales of Love and Revenge
- 2011 : You & I
- 2014 : Creation

### EPs
- 2010 : Love You More (en)
- 2011 : You'll Be Mine